# Monopsyllus indages
Monopsyllus indages är en loppart som beskrevs av Rothschild 1908. Monopsyllus indages ingår i släktet Monopsyllus och familjen fågelloppor. Utöver nominatformen finns också underarten M. i. indages.